# Гретхен (певица)
Мария Одете Брито ди Миранда ди Соуза (порт. Maria Odete Brito de Miranda de Souza; род. 29 мая 1959, Рио-де-Жанейро, Бразилия), больше известна как Гретчен (Гретхен; порт. Gretchen) — бразильская певица, актриса, телеведущая и предприниматель. Гретхен является одной из самых популярных и узнаваемых личностей Бразилии, в её репертуар входит огромное количество разнообразных композиций, а также хитов, которые до сих пор любимы публикой. По признанию многих артистов, Гретхен оказала большое влияние на их творчество.

## Карьера

### Музыка
Начало карьеры Гретхен приходится на семидесятые. В 1976 году она становится солисткой гёрлз-бенда As Melindrosas, однако вскоре оставляет группу и занимается сольной карьерой. В 1978 году выходит дебютный сингл певицы «Dance With Me», который моментально становится хитом в Бразилии, а также в других странах Латинской Америки. В период с 1980 по 1982 годы выходят одни из самых успешных и значимых альбомов певицы: My Name Is Gretchen, You and Me и Lonely. Альбомы включали в себя такие супер-хиты как «Freak Le Boom Boom», «Melô do Piripipi» и «Conga Conga Conga». Ей удалось продать более 15 миллионов копий записей по всему миру. За яркие и артистичные выступления Гретхен, сопровождавшиеся зажигательными танцами, она полюбилась публике. После выпуска альбома Lonely Гретхен переходит в протестантизм и начинает петь госпел. В девяностые годы песни Гретхен вновь возвращаются на бразильские танцполы. В 1998 году выходит сборник хитов 20 Super Sucessos, который стал также крайне успешен в коммерческом плане.
В 2010-х переживает новую волну популярности. В 2011 году выходит новый сборник Charme, Talento & Gostosura . В том же году начинает сотрудничество с бразильским музыкантом Rody Martins, совместно они выпускают синглы «I’m Cool», «Rainha do Bumbum», «Usurpadora» и другие.
Летом 2017 года Гретхен появляется в лирик-видео к синглу Кэти Перри «Swish Swish» Видео с её участием насчитывает порядка 75 миллионов просмотров на YouTube. Уже в ноябре того же года выходит новый сборник The Queen, который включает в себя не только полюбившиеся хиты, а также новую песню «Falsa Fada» и ремиксы. В период с ноября 2017 по январь 2018 в сети стали доступны каверы Гретхен на такие песни как «Havana» Камилы Кабельо, «Swish Swish» и «Bon Appétit» Кэти Перри и «I Feel It Coming» The Weekend. Все композиции были записаны на португальском языке. Сегодня, Гретхен путешествует по Бразилии, выступая с концертами на разных площадках.

### Кинематограф и телевидение
В 2006 году была выпущена порношаншада «La Conga Sex» (Разновидность бразильского порнофильма), а уже в феврале 2007 года «Carnaval 2007». Ранее Гретхен также принимала участие в подобного рода фильме: в 1982 году в свет вышла лента «Aluga-se Moças», в которой она снялась с другой певицей Ритой Кадиллак.
В 2012 Гретхен приняла участие 6 сезона популярного реалити-шоу «A Fazenda». Именно участие данной программе дало карьере Гретхен новый толчок. Гифки с ней стали гулять по бразильскому, а затем и по мировому интернету, превратив певицу в мем. В одном из интервью создатели шоу назвали это «феноменом Гретхен», ибо за 6 сезонов никто из участников больше не удостоился подобного признания сетью.
Также Гретхен в разные годы становилась участницей и гостьей множества различных реалити-шоу, вечерних и утренних развлекательных программ.
В 2017 году стало известно, что Гретхен запускает свое собственное реалити-шоу, в котором будет показана её жизнь и жизнь её семьи. Премьера реалити «Os Gretchens» состоялась 23 апреля 2018 года на телеканале Multishow.

### Политика
В 2008 году стала кандидатом в мэры города Илья-ди-Итамарака от Социалистической народной партии Бразилии.

### Интернет
Гретхен сегодня — известный интернет-мем, который распространен не только в Бразилии, но и широко за её пределами. Так, гиф и картинки с изображением её эмоций или действий является очень популярными в Twitter. Также Гретхен активно ведет свой Instagram аккаунт и имеет канал на YouTube, на котором еженедельно выкладывает влоги. Сегодня Гретхен в таблоидах называют не иначе как «Королева интернета».

## Личная жизнь
Гретхен — мать Тамми Миранды. Она также тетя (не кровная) певицы, модели и актрисы Ирис Кэролайн де Мелло (Кэрол Миранда). Её сестры Сула Миранда и Лара также заняты в музыкальном бизнесе. В данный момент проживает в Монако со своим мужем, португальским бизнесменом Карлосом Каркесом.

## Дискография
Студийные альбомы
- My Name Is Gretchen (1979)
- You and Me (1981)
- Lonely (1982)
- Gretchen (1983)
- Latino Americana (1987)
- Gypsy (1988)
- Cheiro & Chamego (1991)
- Vem Me Ver (1993)
- Sexy Charme Dance (1995)
- Jesus Dance (1996)
- A Nova Gretchen (1997)
- La Pasión (2000)
- Me Deixa Louca (2001)
- De Conga A Coração — Gretchen Canta Dorgival Dantas (2009)
- Rody e Gretchen (2016)

## Фильмография
- Vamos Cantar Disco Baby (1979)[4]
- Aluga-se Moças (1982)[4]
- Pirlimpimpim 2 (TV movie) (1984)[4]
- A Rota do Brilho (1990)[4]
- La Conga Sex (2006)[4]
- Carnaval 2007 (2006)[4]
- Gretchen: A Rainha do Bumbum (2008)[4]
- Samantha! (2018)[4]